# 구구노역
구구노역(일본어: 久々野駅)은 일본 기후현 다카야마시에 있는 도카이 여객철도 다카야마 본선의 역이다. 단선 · 섬식의 형태를 합친 복합 구조의 철도 역사이자 다카야마역 관리의 무인역이다.

## 타는 곳
| 1 | ■ 다카야마 본선 | 상행 | 다카야마 · 도야마 방면 |                   |
| 2 | ■ 다카야마 본선 | 상행 | 게로 · 기후 방면       |                   |
| 3 | ■ 다카야마 본선 | 상행 | 다카야마 · 도야마 방면 | 일부의 보통열차만 |

## 이용 현황
| 연도   | 하루 평균 승차 인원 |
| 2006년 | 130                 |
| 2007년 | 129                 |
| 2008년 | 129                 |
| 2009년 | 112                 |
| ------ | ------------------- |

## 역 주변
- 다카야마 시청 구구노 지소
- 종합 운동공원, 주오 체육관
- 히다 후나야마 스노우 리조트 알코피아

## 인접 정차역
| 도카이 여객철도 다카야마 본선 | 도카이 여객철도 다카야마 본선 | 도카이 여객철도 다카야마 본선           |
| ----------------------------- | ----------------------------- | --------------------------------------- |
| 히다오사카 기후 방면          | ■ 보통                        | 다카야마 이노타니 방면                  |
| 나기사 기후 방면              | ■ 보통                        | 히다이치노미야 다카야마 · 이노타니 방면 |